# Deobureo-shimin-Partei
Die Deobureo-shimin-Partei (koreanisch 더불어시민당, Transliteration: Deobureo-shimin-dang, direkt ins Deutsche übersetzt: Gemeinsame Partei der Bürger oder Gemeinsame Partei des Miteinanders) ist eine sozialliberale Partei in Südkorea. Sie wurde im Vorfeld der Parlamentswahl in Südkorea 2020 gegründet und gilt als Satellitenpartei der Deobureo-minju-Partei.
Während des Kooperationsverhandlungen weigerten sich mehrere linke Parteien, einschließlich der Minjung-Partei, beizutreten, da die linksnationalistischen Parteien nicht mit einem Wahlbündnis zusammenarbeiten wollen, das von Pro-Moon-Jae-in-Politikern geführt wird. Die Partei setzt sich für den im Oktober 2019 im Zuge von Korruptionsermittlungen zurückgetretenen südkoreanischen Justizminister Cho Kuk ein.

## Wahlergebnisse
| Wahl                | Wahl        | Stimmen   | %    | Mandate |
| ------------------- | ----------- | --------- | ---- | ------- |
| Parlamentswahl 2020 | Parteiliste | 9.307.112 | 33,4 | 17 / 47 |